# Call center

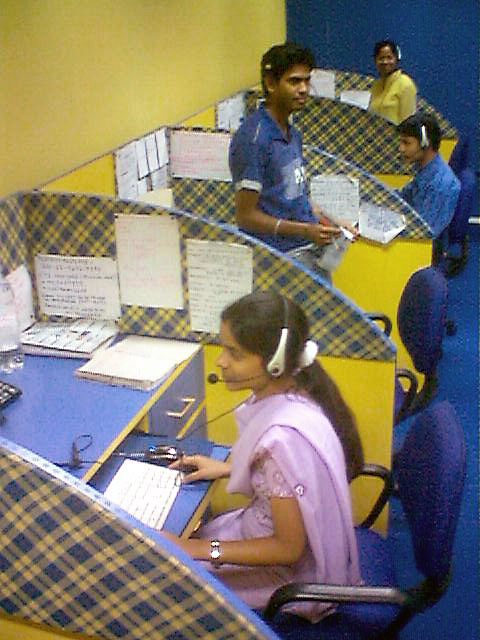
Un call center in India

Con il termine call center (inglese americano) o call centre (inglese britannico), in italiano centro chiamate, s'intende il complesso organizzato di mezzi e persone costituito da dispositivi, sistemi informatici e risorse umane, atto a gestire in modo ottimizzato le chiamate telefoniche da e verso un'azienda; non va confuso con l'help desk, sebbene alcuni di questi possano essere organizzati sotto forma di call center interni.

## Descrizione

### Struttura
Un singolo call center è un'infrastruttura unica che può essere composta da un insieme di sistemi PABX, IVR e operatori distribuiti sull'intero territorio nazionale o internazionale, anche supportato da tecnologie Voice over IP. Il cuore di un call center è una centrale telefonica o PABX capace di gestire code ACD di chiamate telefoniche. Una chiamata in ingresso può essere accodata in attesa (spesso con musica) di una risorsa telefonica (un operatore o un IVR). Un call center può avere integrazione CTI con apparati informatici. Tali dispositivi permettono sia di collezionare informazioni di prestazione sul livello di servizio offerto, sia di far lavorare gli operatori con l'ausilio di un sistema CRM per ottenere informazioni ausiliare sul chiamante, sia per il marketing che per l'assistenza. Più nel dettaglio, una chiamata proviene di solito da una linea digitale, da questo tipo di linea è possibile ottenere sia il numero del chiamante, sia il numero digitato sul dispositivo telefonico. Tutte le altre informazioni supplementari (credito telefonico residuo, servizi attivati, dati anagrafici, profilo del cliente) sono ottenibili esclusivamente con il supporto di tecnologia informatica (applicazioni software specifiche).

### Attività
L'attività di un call center può essere svolta da operatori specializzati e/o risponditori automatici interattivi (IVR). Gli operatori e i risponditori automatici possono offrire informazioni, attivare servizi, fornire assistenza tecnica ai clienti, offrire servizi di prenotazione, consentire acquisti e organizzare campagne promozionali (per esempio telemarketing o gestione aziendale interna). Nel tempo i call center hanno subito notevoli cambiamenti, modificando la loro struttura e il modo di gestire le problematiche dei clienti. Gli IVR sono sempre più sofisticati in termini di tecnologia, tanto da poter comprendere il linguaggio naturale del cliente e capire da semplici domande chi sta chiamando ed il motivo della chiamata.
Il call center divide i suoi servizi principalmente tra chiamate in entrata (inbound) e chiamate in uscita (outbound), anche se tendenzialmente il call center è diventato il centro di contatto aziendale, gestendo quindi anche tutte le richieste che arrivano ad esempio sui canali social o via chat. La registrazione delle conversazioni telefoniche, ove previsto dalla legge, può essere l'unico modo efficace per accertare i fatti in caso di eventuali dispute che dovessero insorgere tra cliente ed azienda, in particolare in ambiente bancario ed assicurativo. Un indicatore di prestazione particolarmente importante per la valutazione di team leader e personale e di eventuali premi retributivi è l'indice di soddisfazione del cliente (o Customer Satisfaction Index), che esprime in modo sintetico la soddisfazione del cliente per il servizio fornito.

### Tecnologia e organizzazione
Grandi aziende adottano sistemi di gestione delle relazioni con i clienti che rilevano il numero del chiamante e, in base alla "strategicità" del cliente, inoltrano la chiamata a personale di maggiore professionalità o minore competenza o ad apposite sezioni di call center segmentate per clientela corporate e clientela al dettaglio. A supporto dei direttori esiste un sistema informativo direzionale in grado di calcolare dati aggregati quali le chiamate evase, i tempi medi di attesa e di servizio (applicando la teoria delle code), le pause degli operatori, le chiamate perse e quelle dissuase. Il ruolo tipico della Tecnologia dell'Informazione è appunto quello di automazione del lavoro, controllo gerarchico e automazione dei flussi informativi. Tali sistemi pongono problemi di riservatezza dei lavoratori, perché talvolta prevedono opzioni di ascolto muto (intercettazione) delle chiamate fra cliente e dipendente e la loro registrazione in formato digitale.

### Esternalizzazione
Spesso molte aziende decentralizzano i processi di supporto, dandoli in gestione a ditte esterne. Per ridurre fortemente i costi produttivi la maggior parte dei grandi operatori che forniscono questo servizio si trova nei paesi dell'est Europa, oppure nelle nazioni del nord Africa. Accanto a questo la gestione operativa degli acquisti viene scorporata e reinserita fra i processi primari dell'azienda: il call center ha una sezione apposita per gli acquisti.

### Software
Come per il contact center, esistono sul mercato applicazioni software specifiche per la gestione del call center, da semplici a molto complesse. Alcune integrano anche la parte tecnologica oltre a quella di governo dei processi. Con il linguaggio Java, la gestione di un call center è fornita dalle API JTAPI.

## Storia

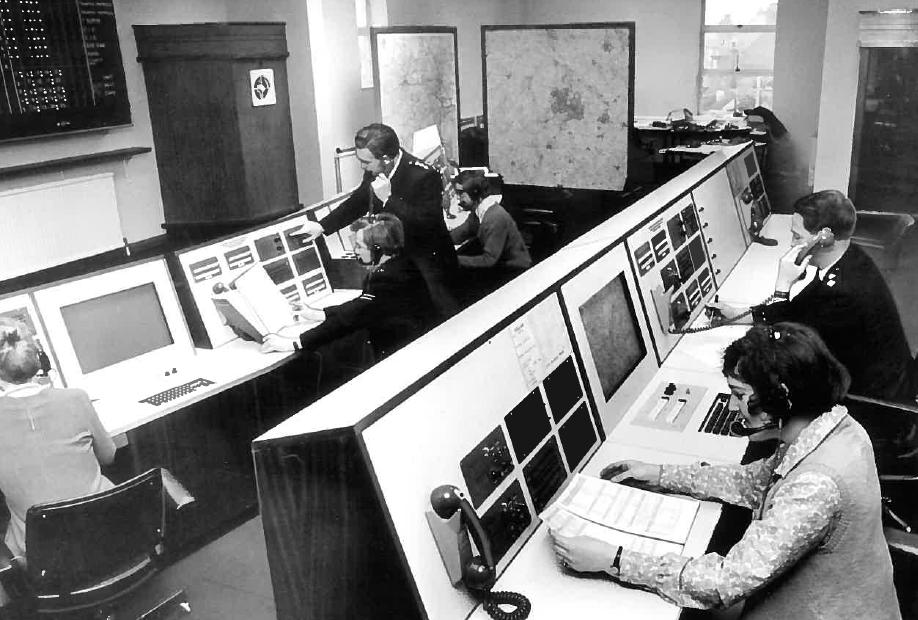
Un call center della polizia del 1970 a Brierley Hill, in Inghilterra.

Le origini dei call center risalgono agli anni '60 con la Birmingham Press and Mail, con sede nel Regno Unito, che installò i Private Automated Business Exchanges (PABX) per avere file di agenti che gestivano i contatti dei clienti. Nel 1973, i call center ricevettero l'attenzione generale dopo che Rockwell International brevettò il suo Galaxy Automatic Call Distributor (GACD) per un sistema di prenotazione telefonica e la divulgazione delle cuffie telefoniche come visto negli eventi televisivi del NASA Mission Control Center.
Durante la fine degli anni '70, la tecnologia dei call center si espanse fino a includere le vendite telefoniche, le prenotazioni aeree e i sistemi bancari. Il termine "call center" è stato pubblicato e riconosciuto per la prima volta dall'Oxford English Dictionary nel 1983. Gli anni '80 hanno visto lo sviluppo di numeri telefonici gratuiti per aumentare l'efficienza degli agenti e il volume complessivo delle chiamate. I call center sono aumentati con la deregolamentazione delle chiamate a lunga distanza e la crescita delle industrie dipendenti dall'informazione.
Con l'espansione dei call center, i lavoratori del Nord America iniziarono ad aderire a sindacati come Communications Workers of America e United Steelworkers. In Australia, la National Union of Workers rappresenta i lavoratori sindacalizzati; le loro attività fanno parte del movimento operaio australiano. In Europa, UNI Global Union of Switzerland è coinvolta nell'assistenza alla sindacalizzazione nel settore dei call center, e in Germania Vereinte Dienstleistungsgewerkschaft rappresenta i lavoratori dei call center.
Durante gli anni '90, i call center si espansero a livello internazionale e si svilupparono in due ulteriori sottoinsiemi di comunicazione: contact center e Bureau Centre in outsourcing. Un contact center è un sistema coordinato di persone, processi, tecnologie e strategie che fornisce accesso a informazioni, risorse e competenze, attraverso canali di comunicazione appropriati, consentendo interazioni che creano valore per il cliente e l'organizzazione. A differenza della gestione interna, i contact center degli uffici in outsourcing sono un modello di contact center che fornisce servizi secondo un modello "pay per use". I costi generali del contact center sono condivisi da molti clienti, supportando così un modello molto conveniente, soprattutto per bassi volumi di chiamate. Il moderno contact center include la combinazione automatizzata delle chiamate in entrata e in uscita, nonché funzionalità di composizione predittiva, aumentando notevolmente la produttività degli agenti. Le nuove implementazioni di sistemi più complessi richiedono personale operativo e gestionale altamente qualificato in grado di utilizzare strumenti multicanale online e offline per migliorare le interazioni con i clienti.

## Industrie

### Sanità
Il settore sanitario utilizza e continua a utilizzare da anni programmi di call center in uscita per facilitare la gestione della fatturazione, degli incassi e della comunicazione con i pazienti. Il call center inbound è un servizio sempre più popolare per molti tipi di strutture sanitarie, compresi i grandi ospedali. I call center in entrata possono essere esternalizzati o gestiti internamente.
Questi call center sanitari sono progettati per semplificare le comunicazioni, migliorare la fidelizzazione e la soddisfazione dei pazienti, ridurre le spese e migliorare l'efficienza operativa.

### Ospitalità
Molte grandi società di ospitalità come Hilton Hotels Corporation e Marriott International utilizzano call center per gestire le prenotazioni. Questi sono conosciuti nel settore come "uffici centrali di prenotazione". Il personale di questi call center risponde alle chiamate dei clienti che desiderano effettuare prenotazioni o altre richieste tramite un numero pubblico, solitamente un numero 1-800. Questi centri possono funzionare fino a 24 ore al giorno, sette giorni alla settimana, a seconda del volume di chiamate ricevute dalla catena.

## Critica
I call center hanno ricevuto critiche per i bassi tassi di retribuzione e le pratiche di lavoro restrittive per i dipendenti, che sono stati considerati un ambiente disumanizzante. Altre ricerche illustrano come i lavoratori dei call center sviluppano modi per contrastare o resistere a questo ambiente integrando le sensibilità culturali locali o abbracciando una visione di una nuova vita. La maggior parte dei call center fornisce rapporti elettronici che delineano parametri di prestazione, dati trimestrali e altre informazioni sulle chiamate effettuate e ricevute. Ciò ha il vantaggio di aiutare l'azienda a pianificare il carico di lavoro e il tempo dei propri dipendenti. Tuttavia, è stato anche sostenuto che un monitoraggio così attento viola il diritto umano alla privacy.
I reclami vengono spesso registrati da chiamanti che scoprono che il personale non ha abbastanza competenze o autorità per risolvere i problemi, oltre ad apparire apatico. Queste preoccupazioni sono dovute a un processo aziendale che presenta livelli di variabilità perché l'esperienza che un cliente ottiene e i risultati che un'azienda ottiene su una determinata chiamata dipendono dalla qualità dell'agente. I call center stanno iniziando ad affrontare questo problema utilizzando l'automazione assistita da agenti per standardizzare il processo utilizzato da tutti gli agenti. Tuttavia, alternative più popolari utilizzano approcci basati sulla personalità e sulle competenze. Le varie sfide incontrate dagli operatori di chiamata sono discusse da diversi autori.

## Rappresentazioni mediatiche
I call center situati in India sono stati al centro di numerosi film documentari, il film Thomas L. Friedman Reporting: The Other Side of Outsourcing del 2004, i film del 2005 John and Jane, Nalini by Day, Nancy by Night e 1-800-India: Importing a White-Collar Economy e il film del 2006 Bombay Calling, tra gli altri. Un call center indiano è anche il soggetto del film Outsourced del 2006 e un luogo chiave nel film del 2008, The Millionaire. La serie di documentari della BBC mosca-sul-muro del 2014 The Call Center ha fornito una visione spesso distorta, sebbene divertente, della vita in un call center gallese.

## Impostazione dell'appuntamento
La fissazione degli appuntamenti è una funzione specializzata all'interno dei call center, dove agenti dedicati si concentrano sulla facilitazione e la pianificazione di incontri tra clienti e aziende o rappresentanti di vendita. Questo servizio è particolarmente diffuso in vari settori come i servizi finanziari, la sanità, il settore immobiliare e le vendite B2B, dove comunicazioni tempestive e personalizzate sono essenziali per un coinvolgimento efficace dei clienti.

## Generazione di contatti
La lead generation è un'operazione comune per i call center, che comprende strategie e attività volte a identificare potenziali clienti o clienti per aziende o rappresentanti di vendita. Implica la raccolta di informazioni e la generazione di interesse tra individui o organizzazioni che potrebbero avere un potenziale interesse nei prodotti o servizi offerti.

## Principali compagnie di call center
| Compagnia                         |
| --------------------------------- |
| Atento                            |
| Concentrix                        |
| Conduent                          |
| Contact Centre Cymru              |
| Convergys Corporation             |
| Datacom Group                     |
| DialAmerica                       |
| Firstsource                       |
| Focus Services                    |
| Genpact                           |
| Hinduja Global Solutions          |
| InfoCision Management Corporation |
| Inktel Direct                     |
| iQor                              |
| Minacs                            |
| NCO Group                         |
| One World Direct                  |
| Qualfon                           |
| Sitel                             |
| Sykes Enterprises                 |
| SupportSave                       |
| Tech Mahindra                     |
| Teleperformance                   |
| TeleTech                          |
| Televerde                         |
| TELUS International               |
| Transcom WorldWide                |
| WNS Global Services               |
| Webhelp                           |
| Wipro Ltd                         |
| Whistl                            |